# 赫烏利亞希爾卡山
9°53′59″S 77°11′25″W / 9.89972°S 77.19028°W
赫烏利亞希爾卡山（Qiwlla Hirka），是秘魯的山峰，位於該國北部安卡什大區，由雷奈伊省的卡塔克區負責管轄，屬於布蘭卡山脈的一部分，海拔高度5,000米。